# Ráció (folyóirat)
A Ráció a Pedagógusok Demokratikus Szakszervezetének (PDSZ) hivatalos szakfolyóirata.

## Leírása
Felelős szerkesztője a PDSZ mindenkori elnöke, tartalma az oktatás és az oktatáspolitika körül forog. Székhelye Budapest, VIII. Somogyi Béla u. 20.